# Grande Prêmio da Alemanha de 1965
Resultados do Grande Prêmio da Alemanha de Fórmula 1 realizado em Nürburgring à 1º de agosto de 1965. Sétima etapa da temporada, nela o britânico Jim Clark venceu a prova e assegurou o bicampeonato mundial de pilotos e sua equipe, a Lotus, conquistou pela segunda vez o título de construtores.

## Classificação da prova
| Pos. | Nº | Piloto             | Construtor     | Voltas | Tempo/Diferença          | Grid | Pontos |
| ---- | -- | ------------------ | -------------- | ------ | ------------------------ | ---- | ------ |
| 1    | 1  | Jim Clark          | Lotus-Climax   | 15     | 2:07:52.4                | 1    | 9      |
| 2    | 9  | Graham Hill        | BRM            | 15     | + 15.9                   | 3    | 6      |
| 3    | 5  | Dan Gurney         | Brabham-Climax | 15     | + 21.4                   | 5    | 4      |
| 4    | 12 | Jochen Rindt       | Cooper-Climax  | 15     | + 3:29.6                 | 8    | 3      |
| 5    | 4  | Jack Brabham       | Brabham-Climax | 15     | + 4:41.2                 | 14   | 2      |
| 6    | 8  | Lorenzo Bandini    | Ferrari        | 15     | + 5:08.6                 | 7    | 1      |
| 7    | 16 | Jo Bonnier         | Brabham-Climax | 15     | + 5:58.5                 | 9    |        |
| 8    | 24 | Masten Gregory     | BRM            | 14     | + 1 volta                | 19   |        |
| Ret  | 7  | John Surtees       | Ferrari        | 11     | Câmbio                   | 4    |        |
| Ret  | 17 | Jo Siffert         | Brabham-BRM    | 9      | Motor                    | 11   |        |
| Ret  | 2  | Mike Spence        | Lotus-Climax   | 8      | Transmissão              | 6    |        |
| Ret  | 3  | Gerhard Mitter     | Lotus-Climax   | 8      | Vazamento d'água         | 12   |        |
| Ret  | 20 | Richard Attwood    | Lotus-BRM      | 8      | Vazamento d'água         | 17   |        |
| Ret  | 11 | Bruce McLaren      | Cooper-Climax  | 7      | Câmbio                   | 10   |        |
| Ret  | 6  | Denny Hulme        | Brabham-Climax | 5      | Vazamento de combustível | 13   |        |
| Ret  | 19 | Chris Amon         | Lotus-BRM      | 3      | Pane elétrica            | 16   |        |
| Ret  | 22 | Paul Hawkins       | Lotus-Climax   | 3      | Vazamento de óleo        | 20   |        |
| Ret  | 10 | Jackie Stewart     | BRM            | 2      | Suspensão                | 2    |        |
| Ret  | 21 | Frank Gardner      | Brabham-BRM    | 0      | Câmbio                   | 18   |        |
| DNS  | 18 | Bob Anderson       | Brabham-Climax |        | Acidente                 | (15) |        |
| DNQ  | 25 | Roberto Bussinello | BRM            |        |                          |      |        |
| DNQ  | 23 | Ian Raby           | Brabham-BRM    |        |                          |      |        |

## Tabela do campeonato após a corrida
|   | Pos. | Piloto         | Pontos  |
| - | ---- | -------------- | ------- |
|   | 1    | Jim Clark      | 54      |
|   | 2    | Graham Hill    | 30 (32) |
|   | 3    | Jackie Stewart | 25      |
|   | 4    | John Surtees   | 17      |
| 3 | 5    | Dan Gurney     | 9       |

|  | Pos. | Construtor     | Pontos  |
|  | ---- | -------------- | ------- |
|  | 1    | Lotus-Climax   | 54      |
|  | 2    | BRM            | 39 (43) |
|  | 3    | Ferrari        | 21      |
|  | 4    | Brabham-Climax | 15      |
|  | 5    | Cooper-Climax  | 11      |

- Nota: Somente as primeiras cinco posições estão listadas. Apenas os seis melhores resultados de cada piloto ou equipe eram computados visando o título. Neste ponto esclarecemos: na tabela dos construtores figurava somente o melhor colocado dentre os carros de um time. No presente caso, os campeões da temporada surgem grafados em negrito.